# Rainer Kaube
Rainer Kaube (* 4. April 1944 in Boizenburg/Elbe) ist ein ehemaliger deutscher Fußballspieler in der DDR.

## Sportlicher Werdegang
Kaube gelangte über die Jugendabteilungen der BSG Aufbau Boizenburg und der BSG Lokomotive Bützow in die Nachwuchsabteilung des SC Empor Rostock. Nach seinem Schulabschluss hatte er eine Lehre als Schiffbauer abgeschlossen. Als 20-Jähriger debütierte Kaube am 1. November 1964 für die 1. Mannschaft des SC Empor im DDR-Pokalspiel gegen die TSG Wismar, kam während der Spielzeit 1964/65 der DDR-Oberliga aber nur zu einem weiteren Einsatz als Mittelstürmer im Punktspiel gegen die BSG Motor Steinach am 3. April 1965.
Kaube wechselte daraufhin zum zweitklassigen DDR-Ligisten BSG Stahl Riesa, mit dem ihm 1967/68 der Aufstieg in die Oberliga gelang. In der Aufstiegssaison hatte der 1,78 m große Kaube als Mittelfeldspieler 28 der 30 Punktspiele bestritten und zwei Tore erzielt. In der Oberliga absolvierte Kaube in den Spielzeiten 1968/69 und 1969/70 jeweils alle 26 Saisonspiele und konnte 1969/70 zudem drei Tore für seine Mannschaft erzielen, die den Klassenerhalt in beiden Spielzeiten mit zwei beziehungsweise drei Punkten Vorsprung auf die Abstiegsränge erreichte. 1970/71 trug Kaube daraufhin mit weiteren 22 Einsätzen für Riesa zum dritten Klassenerhalt in Folge bei, der jedoch nur aufgrund des besseren Torverhältnisses gegenüber dem Absteiger FC Rot-Weiß Erfurt gelang, bevor die Spielzeit 1971/72 schließlich den Abstieg Riesas aus der höchsten Spielklasse der DDR bedeutete. Nach zuletzt 26 absolvierten Partien und einem weiteren Torerfolg war Kaube in insgesamt 100 Oberliga-Spielen für Riesa aufgelaufen, kehrte nach dem Abstieg aber nach Rostock zurück. Anfangs war Kaube bei Stahl Riesa als Mittelfeldspieler eingesetzt worden, ab 1971 spielte er in der Abwehr.
In Rostock war die Sektion Fußball des SC Empor mittlerweile als FC Hansa Rostock aus dem Gesamtklub ausgegliedert worden, und Kaube lief 1972/73 in 25 und 1973/74 in weiteren 21 Oberliga-Partien für die Hanseaten auf, die in beiden Spielzeiten Platzierungen im Mittelfeld der Tabelle erreichten. Nach einigen Versuchen als Mittelfeldspieler etablierte sich Kaube schließlich zum Stamm-Libero der Rostocker. Nach lediglich zehn Oberliga-Einsätzen in der Spielzeit 1974/75, in der Rostock zudem als Vorletzter der Abschlusstabelle in die DDR-Liga abstieg, beendete Kaube schließlich seine Laufbahn beim FC Hansa. Sein letztes und 56. Oberligaspiel absolvierte er am 8. März 1975 in der Begegnung FC Hansa Rostock – FC Carl Zeiss Jena (0:2) noch einmal als Libero.
Kaube arbeitete später als Fußballtrainer. In den 1980er Jahren war er im Nachwuchsbereich des FC Hansa Rostock tätig.